# Svetlana Savitskaja
Svetlana Jevgenjevna Savitskaja (Russisch: Светла́на Евге́ньевна Сави́цкая) (Moskou, 8 augustus 1948) is een voormalig Russisch kosmonaut, piloot en boordwerktuigkundige. Ze maakte deel uit van de bemanning van twee missies naar het ruimtestation Saljoet 7. Ze was de tweede vrouw ooit in de ruimte, en de eerste vrouw die een ruimtewandeling maakte.

## Biografie
Savitskaja is de dochter van Sovjet-commandant Jevgeni Savitski. Voor haar carrière als kosmonaut, was ze reeds test- en sportpiloot. In 1970 werd ze zesde bij de FAI World Aerobatic Championship. Vanaf 1974 vestigde ze achttien wereldrecords met Mikojanvliegtuigen, en drie wereldrecords bij parachutespringen.
Savitskaja begon haar training tot kosmonaut in 1980. In 1982 werd ze geselecteerd voor de Sojoez T-7 missie naar de Saljoet 7, waarmee ze de tweede vrouw in de ruimte werd. Na terugkeer op aarde werd ze benoemd tot commandant van een geheel uit vrouwen bestaande crew voor de volgende missie naar Saljoet 7, welke in het kader stond van Internationale Vrouwendag. Deze missie werd uiteindelijk afgeblazen.
In 1984 ging Savitskaja mee met de Sojoez T-12, waarbij ze een ruimtewandeling maakte van 3 uur en 35 minuten. In 1993 ging ze met pensioen als kosmonaut. Ze had toen reeds de rang van majoor gekregen bij de Russische luchtmacht. Momenteel zit Savitskaja in de Staatsdoema als vertegenwoordiger van de Communistische Partij van de Russische Federatie.
De planetoïde 4118 Sveta is naar haar vernoemd.

## Onderscheidingen
- Held van de Sovjet-Unie, tweemaal (1982, 1984)
- Leninorde, tweemaal (1982, 1984)
- Ereteken van de Sovjet-Unie (1976)
- Medaille van verdienste voor ruimteonderzoek (12 april 2011) – voor grote prestaties op het gebied van onderzoek, ontwikkeling, en aanwending van de ruimte.
- Piloot-Kosmonaut van de Sovjet Unie
- zestien gouden sportmedailles van de Sovjet Unie